# Jürgen Habermas
Jürgen Habermas (wym. MAF: [ˈjʏʁɡen̩ ˈhaːbɐˌmaːs], posłuchajⓘ; ur. 18 czerwca 1929 w Düsseldorfie) – niemiecki filozof, socjolog i publicysta polityczny. Współcześnie najbardziej znany przedstawiciel teorii krytycznej. Największe uznanie przyniosła mu oparta na pragmatyce aktów mowy teoria racjonalności komunikacyjnej, którą przeciwstawia zarówno modernistycznej filozofii podmiotu, jak i postmodernistycznej filozofii dekonstrukcji i destrukcji podmiotu. Jego dorobek skupia się na podstawach teorii społecznej i epistemologii, analizie demokracji, sfery publicznej i społeczeństw zaawansowanego kapitalizmu. System teoretyczny Habermasa skupia się na ujawnianiu możliwości rozumu i emancypacji ukrytych we współczesnych instytucjach oraz na zdolności człowieka do dochodzenia swoich racjonalnych interesów. Habermas znany jest ze swojej pracy dotyczącej koncepcji współczesności, szczególnie w kontekście dyskusji nad „racjonalizacją”, rozpoczętej przez Maxa Webera.

## Życiorys

### Młodość
Jürgen Habermas urodził się w Düsseldorfie w 1929 w rodzinie klasy średniej. II wojna światowa głęboko dotknęła go jako nastolatka. Procesy norymberskie uświadomiły mu rozmiar moralnej i politycznej porażki Niemiec czasów narodowego socjalizmu.
Do ukończenia gimnazjum Habermas mieszkał w Gummersbach, blisko Kolonii. Jego ojciec, Ernst, był dyrektorem Kolońskiej Izby Handlowo-Przemysłowej i sympatykiem nazizmu, członkiem NSDAP od 1933. Klimat polityczny w domu rodziców sam Habermas opisuje jako „zdominowany przez burżuazyjną adaptację do warunków politycznych, które nie w pełni zidentyfikowane, nie mogą być na poważnie krytykowane.” Habermas, podobnie jak wszystkie dzieci w wieku 10 lat był przymuszany do narodowego socjalizmu i zgodnie z prawem został członkiem Hitlerjugend. W 1944 wysłano go jako pomocnika na front zachodni.

### Praca naukowa
Habermas studiował na uniwersytetach w Getyndze (1949–1950), Zürichu (1950–1951) i Bonn (1951–1954). Uzyskał stopień doktora na Uniwersytecie w Bonn w 1954. Jego rozprawa doktorska dotyczyła konfliktu pomiędzy absolutem a historią w myśli Schellinga, zatytułowaną Das Absolute und die Geschichte. Von der Zweispältigkeit in Schellings Denken („Absolut i historia: schizma w myśli Schellinga”). W komisji oceniającej jego rozprawę doktorską zasiadali między innymi Erich Rothacker i Oskar Becker.
W 1956 zaczął studiować filozofię i socjologię w Instytucie Badań Społecznych na Uniwersytecie Johanna Wolfganga Goethego we Frankfurcie nad Menem. Ze względu na krytykę jego rozprawy doktorskiej przez wykładających tam Maksa Horkheimera i Theodora Adorno, a także jego własne przekonanie, że szkoła frankfurcka została sparaliżowana politycznym sceptycyzmem i pogardą dla współczesnej kultury, dokończył swoją habilitację na Uniwersytecie w Marburgu, u marksisty Wolfganga Abendrotha, któremu zresztą zadedykował swoją rozprawę habilitacyjną zatytułowaną Strukturwandel der Öffentlichkeit; Untersuchungen zu einer Kategorie der Bürgerlichen Gesellschaft („Strukturalne przeobrażenia sfery publicznej: rozważania nad kategorią społeczeństwa burżuazyjnego”). Habermas szczegółowo opisał w niej historię i rozwój sfery publicznej wśród burżuazji od początków w XVIII wieku do transformacji w obliczu wpływu mass-mediów. W 1961 uzyskał tytuł privatdozenta w Marburgu. Już w następnym roku za namową Hansa-Georga Gadamera i Karla Löwitha zaproponowano mu – co było rzadko spotykane w Niemczech w tamtych latach – stanowisko profesora nadzwyczajnego filozofii na Uniwersytecie w Heidelbergu. W 1964 wspierany przez Adorno, Habermas powrócił do Frankfurtu nad Menem, by przejąć katedrę filozofii i socjologii po Horkheimerze.
W 1971 wraz z Carlem Friedrichem von Weizsäckerem został współdyrektorem Instytutu Maksa Plancka w Starnbergu (blisko Monachium) i pracował tam do 1981. Ponownie wrócił wówczas do Frankfurtu, gdzie objął funkcję dyrektora Instytutu Badań Społecznych. Aż do emerytury w 1993 Habermas wiele publikował. W 1986 otrzymał Nagrodę Gottfrieda Wilhelma Leibniza przyznawaną przez Deutsche Forschungsgemeinschaft (Niemiecką Wspólnotę Badawczą) – najwyższy zaszczyt przyznawany niemieckim akademikom.
Habermas został również w 2003 nagrodzony hiszpańską Nagrodą Księcia Asturii w naukach społecznych, zaś w 2004 był laureatem Nagrody Kioto w kategorii sztuki i filozofii. W marcu 2005, w ramach Sympozjum Kyoto organizowanego przez Uniwersytet w San Diego, wygłosił przemówienie zatytułowane The Public Role of Religion in Secular Context („Publiczna rola religii w sekularnym kontekście”), w którym odnosił się do ewolucji zasady rozdziału kościoła od państwa od neutralności do intensywnego sekularyzmu. W 2005 otrzymał nagrodę Holberga, zaś w 2007 został przez The Times Higher Education Guide ogłoszony siódmym najczęściej cytowanym autorem w naukach humanistycznych, wyprzedzając Maksa Webera i Ervinga Goffmana. W 2022 odznaczony Pour le Mérite za Naukę i Sztukę.

## Życie prywatne
W 1955 Habermas ożenił się z Ute Wesselhoeft. Mają razem troje dzieci: Tilmanna (ur. 1956), Rebekkę (ur. 1959) i Judith (ur. 1967). Tilmann Habermas od 2002 jest profesorem psychoanalizy na Uniwersytecie we Frankfurcie nad Menem, a córka Rebekka Habermas od 2000 profesorem historii na Uniwersytecie w Getyndze.

### Wpływ
Pośród uczniów Habermasa znaleźć można filozofa Herberta Schnädelbacha (teoretyka dyskursu i racjonalności), socjologa politycznego Clausa Offe, filozofów społecznych Johanna Arnasona i Hansa-Herberta Köglera, teoretyka socjologii Hansa Joasa, teoretyka ewolucji społecznej Klausa Edera, filozofa anarchokapitalistycznego Hansa-Hermanna Hoppe, amerykańskiego filozofa Thomasa McCarthy’ego, czy zamordowanego premiera Serbii Zorana Đinđicia.

## Filozofia
Habermas stworzył kompleksowe ramy teorii społecznej odwołując się do wielu różnych tradycji intelektualnych:
- niemieckiej myśli filozoficznej Immanuela Kanta, Friedricha Schellinga, G.W.F. Hegla, Wilhelma Diltheya, Edmunda Husserla i Hansa-Georga Gadamera
- tradycji marksistowskiej – zarówno teorii samego Karla Marksa, jak i teorii krytycznej neomarksistowskiej szkoły frankfurckiej (Max Horkheimer, Theodor Adorno, Herbert Marcuse)
- teorii socjologicznych Maksa Webera, Émile’a Durkheima i George’a Herberta Meada
- filozofii lingwistycznej i teorii aktów mowy Ludwiga Wittgensteina, J.L. Austina, P.F. Strawsona, Stephena Toulmina i Johna Searle’a
- psychologii rozwoju Jeana Piageta i Lawrence’a Kohlberga
- amerykańskiej tradycji pragmatycznej Charlesa Sandersa Peirce’a i Johna Deweya
- socjologicznej teorii systemów społecznych Talcotta Parsonsa i Niklasa Luhmanna
- neokantyzmu.

Jürgen Habermas za swój największy wkład w naukę uważa rozwinięcie konceptu i teorii rozumu komunikacyjnego i racjonalności komunikacyjnej, która odróżnia się od tradycji racjonalistycznej poprzez umieszczenie racjonalności w strukturach lingwistycznej komunikacji interpersonalnej, a nie w strukturach kosmosu lub podmiotu poznającego. Te teoretyczne ramy opierają się na argumencie zwanym uniwersalną pragmatyką: (1) we wszystkich aktach mowy tkwi telos (gr. koniec), który pozostaje celem wzajemnego zrozumienia; (2) ludzie posiadają kompetencje komunikacyjne, aby dążyć do takiego zrozumienia. Habermas stworzył tę teorię na bazie teorii aktów mowy L. Wittgensteina, J.L. Austina i Johna Searle’a, socjologicznej teorii interakcyjnej konstytucji umysłu i jaźni George’a Herberta Meada i teorii moralnego rozwoju Jeana Piageta i Lawrence’a Kohlberga, a także etyki dyskursywnej Karla-Otto Apela.
Praca Habermasa współbrzmi z tradycjami Kanta, Oświecenia i demokratycznego socjalizmu poprzez jego nacisk na potencjał transformacyjny świata i uzyskanie bardziej humanitarnego, sprawiedliwego i egalitarnego społeczeństwa poprzez realizację potencjału rozumu tkwiącego w człowieku. Habermas twierdzi, że Oświecenie jest „niedokończonym projektem” i argumentuje, że należy je skorygować i uzupełnić, a nie odrzucać. W ten sposób dystansuje się od szkoły frankfurckiej, krytykując ją, podobnie jak wielu postmodernistów, za przesadę, pesymizm i radykalizm.
Obrona modernizmu i społeczeństwa obywatelskiego dokonywana przez Habermasa pozostaje źródłem inspiracji dla innych i jest uważana za główną filozoficzną alternatywę dla poststrukturalizmu. Habermas jest również uważany za wpływowego analityka późnego kapitalizmu.

## Racjonalność komunikacyjna
Głównym wkładem Habermasa w nauki socjologiczne było rozwinięcie kompleksowej teorii społecznej ewolucji i modernizacji, skupiającej się na różnicach pomiędzy racjonalnością komunikacyjną i racjonalizacją z jednej strony, a racjonalnością strategiczną lub instrumentalną z drugiej.
Habermas odbiera racjonalizację, humanizację i demokratyzację społeczeństwa w terminach instytucjonalizacji i potencjału racjonalności, właściwego rodzajowi ludzkiemu. Zdaniem Habermasa kompetencja komunikacyjna rozwinęła się w toku ewolucji, ale we współczesnym społeczeństwie jest często zduszana i osłabiana w sposób, w jaki główne dziedziny życia społecznego (takie jak rynek, państwo i organizacje), zostały przejęte przez racjonalność instrumentalną. Logika systemu (świat systemów) wypiera tę znaną ze „świata życia” (Lebenswelt) – kolonizacja świata życia.

### Formy racjonalności i formy działania
W Teorii działania komunikacyjnego Habermas rozróżnia racjonalność kognitywno-instrumentalną, praktyczno-moralną i ekspresywno-estetyczną. Jednocześnie zwraca uwagę, że w obszarze praktyki społecznej można wyróżnić cztery podstawowe formy działania: (1) teleologiczne, (2) regulowane przez normy, (3) dramaturgiczne i (4) komunikacyjne, jednocześnie przypisując im odpowiednie formy racjonalności:
- działanie teleologiczne – „aktor urzeczywistnia cel, bądź sprawia, że następuje pożądany stan, dobierając i w odpowiedni sposób stosując w danej sytuacji środki obiecujące powodzenie”[6] (racjonalność kognitywno-instrumentalna);
- działanie regulowane przez normy – zachowania, w których aktorzy działają w oparciu o wspólne wartości (racjonalność moralno-praktyczna).
- działanie dramaturgiczne – „aktor wywołuje u swej publiczności określony obraz, wrażenie co do siebie, w sposób zamierzony odsłaniając mniej lub bardziej swą podmiotowość”[7] (racjonalność ekspresywno-estetyczna).
- działanie komunikacyjne – zachodzi wtedy, „kiedy uczestnicy koordynują plany działania nie przez egocentryczną kalkulację (szans) sukcesu, lecz przez akty dochodzenia do porozumienia. W działaniu komunikacyjnym uczestnicy stawiają własny sukces na drugim planie; zmierzają do osiągnięcia własnych celów pod warunkiem, że mogą swe plany działania wzajemnie zestroić na gruncie wspólnych definicji sytuacji. Z tego względu negocjowanie definicji sytuacji stanowi istotny składnik dokonań interpretacyjnych wymaganych w działaniu komunikacyjnym”[8] (racjonalność komunikacyjna).

### Roszczenia ważnościowe aktów mowy
Działając w odniesieniu do światów obiektywnego, subiektywnego i społecznego aktorzy poruszają się w systemie, w ramach którego można ostatecznie uzyskać porozumienie: „[Aktorzy] teraz już nie odnoszą się oni wprost do czegoś w świecie obiektywnym, społecznym, czy subiektywnym, lecz ekspresje swe relatywizują z uwagi na możliwość zakwestionowania ich ważności przez innych aktorów”.
Habermas wyróżnia trzy rodzaje aktów mowy, z których każdy ma inne roszczenie ważności:
- Konstativa (opisać, raportować, wyjaśniać) – odnoszące się do funkcji poznawczych, używane do reprezentowania stanu rzeczy w systemie orientacji świata zewnętrznego. Skalą ich ważności jest prawda.
- Expressiva, inaczej Repräsentativa (chcieć, mieć nadzieję) – oparte na intencjach, służą do wyrażania doświadczeń w świecie subiektywnym. Skalą ważności jest prawdomówność (Wahrhaftigkeit).
- Regulativa (przepraszać, odstrzegać, obiecywać) – odnoszą się do norm i instytucji społecznych. Skalą ważności jest prawdziwość (Richtigkeit).

Cztery roszczenia ważności Habermasa:
- Prawomocność roszczenia do prawdy
- Prawomocność roszczenia do ważności
- Prawomocność roszczenia do szczerości
- Prawomocność roszczenia słuszności założonych norm

Wobec roszczeń ważnościowych uczestnicy interakcji mogą opowiedzieć się na Tak lub na NIE. Dochodzenie do porozumienia odbywa się poprzez podnoszenie jednego z roszczeń ważnościowych i na mocy krytycznej analizy ich odrzucenia bądź akceptacji.

### Idealna sytuacja mowy (ideale Sprechsituation)
Habermas postuluje idealną sytuację mowy sprowadzającą się do takiej organizacji procesów wymiany argumentów i podejmowania decyzji, która zapewniałaby symetryczny podział szans i faktyczną równość w zakresie wyboru i dokonywania wszystkich aktów mowy. Przedmiotem dyskursu mogą być albo problematyczne twierdzenia – dyskurs teoretyczny; albo problematyczne normy – dyskurs praktyczny.
Racjonalny konsens możliwy jest w tzw. idealnej sytuacji komunikacyjnej (ideale Sprechsituation), zadośćuczyniającej następującym przesłankom:
- sfera publiczna i inkluzja: nikt kto mógłby wnieść jakiś istotny wkład ze względu na kontrowersyjne ważnościowe roszczenia, nie może zostać wykluczony;
- równouprawnienie komunikacyjne: wszyscy mają jednakową szansę wypowiedzenia się w sprawie;
- wykluczenie złudzeń i iluzji: uczestnicy muszą mówić to, co myślą;
- brak przymusu: komunikacja nie może podlegać restrykcjom. Lepszy argument może dojść do głosu i zdecydować o wyniku dyskusji. Oznacza to, że w dyskursie każdemu przysługuje prawo do krytyki i odpierania argumentacji innych uczestników oraz formułowania własnej.

Dopiero spełnienie powyższych warunków może zagwarantować osiągnięcie zgody, której przysługuje powszechna ważność.

## Sfera publiczna
W Strukturalnych przeobrażeniach sfery publicznej Jürgen Habermas rozwinął wpływową koncepcję sfery publicznej. Stwierdził on tam, że sfera ta powstała w XVIII-wiecznej Europie jako przestrzeń dyskusji krytycznej, otwartej dla każdego, gdzie jednostki wspólnie utworzyły sferę „publicznego rozumu”. Habermas argumentuje, że przed XVIII wiekiem europejska kultura była zdominowana przez kulturę „reprezentacyjną”, gdzie wyłącznie jedna strona rościła sobie prawo do reprezentowania siebie samej. Jako przykład „kultury reprezentacyjnej” Habermas wskazuje pałac w Wersalu Ludwika XIV jako symbol wielkości państwa francuskiego i jego króla – symbol, którego nieodłączną funkcją było przytłaczanie zmysłów gości. Habermas identyfikuje „kulturę reprezentacyjną” jako odpowiadającą fazie feudalnej w teorii marksistowskiej. Fazę kapitalistyczną zapowiedziało pojawienie się „sfery publicznej” (Öffentlichkeit). W kulturze cechującej się istnieniem sfery publicznej, sfera ta jest przestrzenią poza kontrolą państwową, gdzie jednostki wymieniają poglądy i wiedzę. W opinii Habermasa rozwój gazet, innych periodyków, klubów czytelniczych, loży masońskich i kawiarni w XVIII-wiecznej Europie w różny sposób zwiastował stopniowe zastępowanie „kultury reprezentacyjnej” kulturą opartą na sferze publicznej.
Habermas twierdzi, że główną cechą charakterystyczną kultury Öffentlichkeit jest jej „krytyczna” natura. W przeciwieństwie do „kultury reprezentacyjnej”, gdzie wyłącznie jedna strona jest aktywna, a inne pasywne – kultura sfery publicznej charakteryzuje się dialogiem, jako że jednostki albo spotykają się w rozmowie, albo wymieniają poglądy poprzez media drukowane. Habermas twierdzi, że Wielka Brytania już około 1700 zaczęła stawać się społeczeństwem liberalnym, jako że w okolicach tego roku zaczęła powstawać tam sfera publiczna.
Według Habermasa, wiele różnych czynników doprowadziło do ostatecznego upadku sfery publicznej – wśród nich wymienia rozwój komercjalnych mass-mediów, które zmieniły krytyczną publikę w pasywnych konsumentów, a także powstanie państw opiekuńczych, które zjednoczyły państwo ze społeczeństwem tak silnie, że sfera publiczna została wypchnięta (squeezed out).
W jak dotychczas najbardziej znanej pracy, Theorie des kommunikativen Handelns z 1981 (wyd. polskie: „Teoria działania komunikacyjnego”) Habermas wyraził krytycyzm wobec procesu modernizacji, który uważa za nieelastyczny kierunek wymuszony ekonomiczną i administracyjną racjonalizacją. Habermas zwraca uwagę, jak nasze codzienne życie penetrowane jest formalnymi systemami równolegle do rozwoju państwa opiekuńczego, kapitalizmu korporacyjnego i masowej konsumpcji. Te wzmagające się trendy racjonalizują życie publiczne. Partie polityczne i grupy interesu zostają zracjonalizowane i demokracja reprezentatywna zamienia się w demokrację uczestniczącą. W konsekwencji, granice pomiędzy publicznym a prywatnym, jednostką a społeczeństwem, światem systemów a światem życia – zacierają się.
Demokratyczne życie publiczne nie może rozwijać się tam, gdzie sprawy o doniosłym znaczeniu nie są dyskutowane przez obywateli. „Idealna sytuacja mowy” wymaga, by uczestnicy mieli te same możliwości brania udziału w dyskursie, by zagwarantowana była równość społeczna oraz by znaczenia ich wypowiedzi nie zniekształcała ideologia czy inne błędy.
W tej wersji konsensualnej teorii prawdy Habermas utrzymuje, że prawda jest właśnie tym, co mogłoby być uzgodnione w idealnej sytuacji mowy.
Przestrzeń publiczna zawiera wszystkie tematyki, elementy oraz opinie, które, choć wygłoszone w sferze prywatnej, mogą osiągnąć poziom publiczny. Publiczna jawność w znaczeniu klasycznym, a nie przemysłowym, gwarantuje rozpowszechnienie znajomości punktów widzenia.
Habermas wyrażał optymizm dotyczący możliwości odrodzenia się sfery publicznej. Dostrzega on nadzieję na przyszłość, gdzie państwo narodowe opierające się na demokracji reprezentacyjnej zastąpione zostaje organizmem politycznym opierającym się na deliberatywnym modelu demokracji, ufundowanym na równych prawach i obowiązkach obywateli. W takim systemie demokracji bezpośredniej aktywistyczna sfera publiczna jest niezbędna zarówno dla prowadzenia debat nad sprawami publicznej wagi, jak i dla funkcjonowania mechanizmu dyskusji wpływającej na proces decyzyjny.

## Habermas wobec postmodernizmu
Habermas wystąpił z krytyką postmodernizmu w swoim eseju „Modernizm przeciwko postmodernizmowi” z 1981 roku, który zdobył szerokie uznanie. Podniósł tam kwestię czy, w obliczu niepowodzeń dwudziestego wieku, powinniśmy „próbować trzymać się intencji Oświecenia, jakkolwiek słabe mogą one być, czy też powinniśmy uważać cały projekt modernizmu za przegraną sprawę?”. Habermas twierdzi, że wciąż możliwe jest racjonalne, naukowe rozumienie świata życia.
Habermas formułuje kilka głównych tez krytycznych wobec postmodernizmu:
- Po pierwsze, nie jest jasne czy postmoderniści tworzą poważną teorię czy literaturę.
- Po drugie, Habermas uważa, że postmoderniści są animowani przez normatywne sentymenty, ale natura tych sentymentów pozostaje ukryta przed czytelnikiem.
- Po trzecie, Habermas ocenia, że postmoderniści ignorują to, co Habermas uważa za kwestię absolutnie kluczową – codzienne życie i jego praktyki.

## Główne polemiki

### Kłótnia historyków (Historikerstreit)
W 1980 r. za pośrednictwem prasy popularnej zaatakował niemieckich historyków Ernsta Noltego, Michaela Stürmera, Klausa Hildebranda i Andreasa Hillgrubera. Habermas początkowo wyłożył swoje opinie na ich temat w Die Zeit z 11 lipca 1986 w felietonie zatytułowanym Eine Art Schadensabwicklung („Rodzaj ugody odszkodowawczej”). Habermas skrytykował Noltego, Hildebranda, Stürmera i Hillgrubera za „apologetyczny” styl pisania o historii ery nazistowskiej i za dążenie do „zamknięcia otwarcia Niemiec na Zachód”, które, zdaniem Habermasa, miało miejsce od 1945. Argumentował, że próbowali oni wyłączyć nazizm i Holocaust z głównego nurtu niemieckiej historii, wytłumaczyć nazizm reakcją na bolszewizm i częściowo zrehabilitować reputację Wehrmachtu. Habermas napisał, że Stürmer próbował stworzyć „zastępczą religię” w niemieckiej historii, co, wraz z pracą Hillgrubera, gloryfikującą ostatnie dni niemieckiej armii na Froncie Wschodnim, miało w efekcie służyć jako „rodzaj NATO-wskiej filozofii koloryzowanej niemieckim nacjonalizmem”. Tak zwany „Historikerstreit” („Kłótnia historyków”) nie miała charakteru jednostronnego – Habermas został zaatakowany przez naukowców takich jak: Joachim Fest, Hagen Schulze, Horst Möller, Imanuel Geiss i Klaus Hildebrand. W odpowiedzi, Habermasa wsparli historycy tacy jak Martin Broszat Eberhard Jäckel, Hans Mommsen i Hans-Ulrich Wehler.

### Habermas i Derrida
Habermas i Jacques Derrida zaangażowali się w serię polemik rozpoczynających się w latach 80. XX wieku. W ich efekcie pomiędzy oboma filozofami zapanowała zgoda, a nawet przyjaźń, która przetrwała aż do śmierci Derridy w 2004.
Po raz pierwszy spotkali się, gdy Habermas zaprosił Derridę, aby wygłosił przemówienie na Uniwersytecie Frankfurckim w 1984. W następnym roku Habermas opublikował Beyond a Temporalized Philosophy of Origins: Derrida w „The Philosophical Discourse of Modernity”, w którym opisał metodę Derridy jako niedostarczającą podstaw do krytyki społecznej. Derrida, cytując Habermasa jako przykład, odnotował: „ci, którzy oskarżali mnie o redukowanie filozofii do literatury i logiki do retoryki (...) wyraźnie i starannie unikali czytania moich prac”. Po 1989 obaj filozofowie nie kontynuowali już polemiki, ale, jak opisał to Derrida, grupy akademików „prowadziły rodzaj wojny, w której my osobiście nigdy nie braliśmy udziału, ani osobiście ani bezpośrednio”.
Pod koniec lat 90. Habermas spotkał się z Derridą na przyjęciu w Stanach Zjednoczonych. Spotkali się później w Paryżu przy obiedzie i od tego czasu współuczestniczyli w wielu projektach. W 2000 uczestniczyli w łączonym seminarium dotyczącym problemów filozofii, prawa, etyki i polityki na Uniwersytecie Frankfurckim. W grudniu 2000, w Paryżu, Habermas wygłosił wykład zatytułowany „Jak odpowiadać na pytania etyczne?” podczas konferencji „Judeities. Pytania do Jacques’a Derridy”. Po wykładzie Habermasa obaj filozofowie zaangażowali się w bardzo gorącą dyskusję dotyczącą Heideggera i jego etyki. Zapis konferencji został opublikowany po francusku w Editions Galilée (Paris) w 2002 oraz następnie w języku angielskim (Fordham University Press) w 2007. Po wydarzeniach 11 września 2001 Derrida i Habermas wyłożyli swoje indywidualne opinie na temat wojny z terroryzmem w publikacji Philosophy in a Time of Terror: Dialogues with Jürgen Habermas and Jacques Derrida. Na początku 2003 zarówno Habermas, jak i Derrida pozostawali bardzo aktywni w sprzeciwianiu się zbliżającej się wojny z Irakiem i wzywali do zacieśnienia współpracy między krajami Unii Europejskiej, aby utworzyć organizację zdolną do opozycji wobec amerykańskiej polityki zagranicznej – manifest ten opublikowano w formie książkowej pod tytułem Old Europe, New Europe, Core Europe.

### Polemika z kardynałem J. Ratzingerem
Na początku 2007 opublikowano polemikę pomiędzy Habermasem a rzymskokatolickim kardynałem Josephem Ratzingerem, papieżem Benedyktem XVI, wydaną w języku angielskim pt. „The Dialectics of Secularization” („Dialektyka sekularyzacji”).
Polemika dotyczy tak ważnych kwestii, jak:
- Czy publiczna kultura rozumu i wolności jest możliwa w obecnych czasach postmetafizycznych?
- Czy filozofia całkowicie odcięła się od swoich korzeni w bycie i antropologii?
- Czy ten spadek racjonalności sygnalizuje szansę czy zapowiada głęboki kryzys dla religii jako takiej?

W ramach tej debaty da się wyraźnie dostrzec niedawną zmianę w poglądach Habermasa – przede wszystkim, jego ponowne przemyślenie roli religii. Habermas pisze jako „metodologiczny ateista”, co oznacza, że gdy zajmuje się filozofią czy naukami społecznymi, nie bierze pod uwagę jednostkowych wierzeń religijnych.
W wywiadzie w 1999 Habermas powiedział jednak, że:
Dla normatywnego samorozumienia współczesności, chrześcijaństwo funkcjonowało jako więcej niż tylko prekursor czy katalizator. Uniwersalistyczny egalitaryzm – z którego wyrosły idee wolności i kolektywnego życia w solidarności, autonomicznego kierowania swoim życiem i emancypacji, indywidualna moralność sumienia, prawa człowieka i demokracja – jest bezpośrednią spuścizną judaistycznej etyki sprawiedliwości i chrześcijańskiej etyki miłości. To dziedzictwo, zasadniczo niezmienione, było obiektem ciągłej krytycznego odkrywania i reinterpretacji. Aż do dziś nie ma dla niego alternatywy. W świetle dzisiejszych wyzwań konstelacji post-narodowej musimy zaopatrywać się, jak w przeszłości, z jego substancji. Wszystko inne jest jałowym postmodernistycznym gadaniem.
Stwierdzenie to było później niewłaściwie cytowane w wielu amerykańskich gazetach i magazynach jako „Chrześcijaństwo i nic innego jest ostatecznym oparciem dla wolności, sumienia, praw człowieka i demokracji, wzorców zachodniej cywilizacji”, czego Habermas nigdy nie powiedział.
Habermas mówi teraz o tworzeniu się społeczeństw „post-sekularnych” i twierdzi, że tolerancja jest zjawiskiem dwukierunkowym: świeccy muszą tolerować rolę ludzi religijnych w przestrzeni publicznej i vice versa.

## Poglądy na wybrane współczesne problemy

### Religia i polityka
Habermas zwraca uwagę, że mimo iż sekularyzm na świecie postępuje, to religia pozostaje trwale zakorzeniona i jako zjawisko nie zniknie. Używa w tym kontekście terminu „post-sekularyzm”. Atak na World Trade Center 11 września 2001, wojna z terroryzmem i globalizacja dowodzą zdaniem Habermasa, że tylko północno-wschodnia Europa wierzy wciąż, iż świat może być sekularny. Istotnym zadaniem jest zatem ustanowienie relacji pomiędzy religią a polityką.
Zdaniem Habermasa, argumenty religijne mogą być przetłumaczone w zdania zrozumiałe także dla ludzi niereligijnych, takich jak on sam, a więc że mogą być również częścią demokracji. Argumenty takie, jak wszystkie inne, oceniane mogą być na podstawie kryteriów racjonalności komunikacyjnej. Tak długo jak stwierdzenia pozostają podmiotem przeżycia religijnego, nie mogą być zrozumiałe dla wszystkich i z tego względu nie mogą również zostać ocenione w ramach racjonalności komunikacyjnej. Jest niedemokratycznym, by niektórzy musieli dokładać więcej wysiłku dla przedstawienia swoich racji. Udział w takim przekładzie racji jest obowiązkiem powszechnym.
Pogląd Habermasa na religię jest bardzo funkcjonalistyczny i skupia się na utrzymaniu funkcji, a nie mitu. Przekład racji religijnych w zdania zrozumiałe dla ludzi niereligijnych ma mieć charakter odmitologizowujący. Między innymi duński były ewangelicki biskup Roskilde Jan Lindhardt jest zdania, że to bardzo wątpliwe, by świat religijny był zainteresowany takim przekładem, a racjonalność komunikacyjna wydaje się nie pasować do myślenia metafizycznego i prawdy pojmowanej metafizycznie.

### Habermas a przyszłość Unii Europejskiej
Polskiemu czytelnikowi znana jest odpowiedź, jakiej Habermas udzielił niemieckiemu prawoznawcy Dieterowi Grimmowi na pytanie „Czy Europa potrzebuje konstytucji?”. Odpowiedź ta zawarta jest w zbiorze Uwzględniając Innego. Studia do teorii politycznej. Grimm ostrzegał przed dalszym pozbawianiem kompetencji państw narodowych przez prawo europejskie. Wskazywał, że rozbudowywanie instytucji unijnych „samo przez się” nie stanowi rozwiązania żadnego problemu. Habermas streszcza pogląd Grimma w taki sposób: „Jeśli nie zostaną [instytucje unijne] wypełnione życiem, sprzyjają raczej tendencji do usamodzielniania się zbiurokratyzowanej polityki, dającej się zresztą zaobserwować w ramach państw narodowych. (...) Eurosceptycyzm w sprawie prawa konstytucyjnego wieńczy zatem argument poparty empirycznie: dopóki nie istnieje europejski naród państwowy (...) dopóty nie powinna istnieć europejska konstytucja”. Habermas zwraca jednak uwagę, że wskutek globalizacji wyłącznie struktury (Regime) regionalne, jak Wspólnota Europejska (obecnie Unia Europejska), mogą skutecznie działać w światowej polityce. Przestrzega więc przed traktowaniem Wspólnoty Europejskiej (Unii Europejskiej) wyłącznie jako „instytucji, z którą trzeba się pogodzić, z której abstrakcjami musimy żyć”. Bez zdolnych do skutecznego działania struktur regionalnych świat skazany jest na fatalizm dawnych mocarstw, paraliżujący politykę społeczną i dalsze tworzenie się Unterklasse – „nowej podklasy”, do której należą zubożone grupy, które pozostawia się samym sobie, choć nie są one w stanie zmienić swego położenia o własnych siłach. „Podklasa wywołuje społeczne napięcia, które wyładowują się w samodestrukcyjnych, pozbawionych celu rewoltach i mogą być kontrolowane tylko środkami represyjnymi (...) Skutkuje to w końcu moralną erozją społeczeństwa, która musi dotknąć każdą wspólnotę republikańską w jej uniwersalistycznym rdzeniu”. Habermas na pytanie postawione przez Grimma udziela zatem odpowiedzi odwołującej się do teorii komunikacyjnej – dalsza integracja europejska jest potrzebna z punktu widzenia praktycznych wymagań polityki światowej, a następować powinna nie przez samo rozwijanie bazy instytucjonalnej Unii Europejskiej, ale przede wszystkim poprzez rozwijanie funkcjonującej struktury komunikacyjnej, która przekroczyć musi „granice dotąd tylko narodowych sfer publicznych”. Przez tę strukturę Habermas rozumie przede wszystkim sferę publiczną „zintegrowaną w skali europejskiej”, „społeczeństwo obywatelskie ze stowarzyszeniami branżowymi, organizacjami pozarządowymi, ruchami obywatelskimi” oraz europejskie partie polityczne zakorzenione w tym kompleksie itd.
W 2006 Habermas publikuje tekst pod znamiennym w tym kontekście tytułem „Why Europe Needs a Constitution” („Dlaczego Europa potrzebuje konstytucji”) Habermas tłumaczy w nim, że nie można porównywać procesu kreowania konstytucji europejskiej choćby do konstruowania założeń ustrojowych Stanów Zjednoczonych Ameryki: „Wyzwaniem stojącym przed nami jest nie skonstruowanie czegokolwiek, a zachowanie wielkich demokratycznych osiągnięć europejskiego państwa narodowego i przeniesienie ich poza własne granice”.

## Habermas dziś
Habermas obecnie uważany jest za jednego z najbardziej wpływowych filozofów świata. Łącząc europejskie i anglo-amerykańskie tradycje intelektualne, angażował się w debaty z myślicielami tak różnymi jak Gadamer, Hilary Putnam, Foucault i Rawls, Derrida, Brandom i Joseph Ratzinger (19.01.2004 Katolicki Uniwersytet Bawarski – Prepolityczne fundamenty moralne państwa wolnościowego). Jego dzieła dotyczą problemów od teorii socjopolitycznej do estetyki, epistemologii i języka do filozofii religii, a jego przemyślenia mają znaczny wpływ nie tylko na filozofię, ale również na myśl polityczno-prawną, socjologię, nauki komunikacyjne, teorię argumentacji i retorykę, psychologię rozwoju i teologię. Co więcej, w Niemczech uważany jest za osobę publiczną, uznanego komentatora zajmującego się sprawami kontrowersyjnymi w swoich felietonach na łamach niemieckich gazet takich jak Die Zeit.

## Krytyka
Najwięcej krytyki skierowano przeciwko koncepcji idealnej sytuacji mowy, którą uznano za utopijną. Habermas odpowiada, że idealna sytuacja mowy przypomina „państwo celów” Kanta, sugerujące istnienie republiki istot rozumnych: „jakkolwiek kontrfaktyczne, przesłanki praktyki argumentacyjnej w żadnym razie nie są czystymi konstruktami, lecz czynnie oddziałują na zachowania samych uczestników argumentacji. Kto serio uczestniczy w argumentacji, faktycznie przyjmuje tego rodzaju przesłanki za punkt wyjścia. Świadczą o tym konsekwencje, jakie uczestnicy w razie potrzeby wyciągają z dostrzeżonych niespójności”
Kilku uznanych naukowców opublikowało również prace krytyczne wobec teorii sfery publicznej Habermasa. Pośród nich John B. Thompson, profesor socjologii na Uniwersytecie Cambridge, wskazał, że teoria Habermasa jest przestarzała z powodu rozprzestrzeniania się komunikacji za pośrednictwem mass-mediów. Michael Schudson z Uniwersytetu Kalifornijskiego wysuwa natomiast bardziej ogólną krytykę, gdy twierdzi, że sfera publiczna jako miejsce czysto racjonalnej, niezależnej debaty nigdy w istocie nie istniała.

## Tłumaczenia na język polski
- Strukturalne przeobrażenia sfery publicznej, tł. Wanda Lipnik, Małgorzata Łukasiewicz; wprow. i red. nauk. oraz weryfikacja przekł. Marek Czyżewski, Warszawa 2007, Wydawnictwo Naukowe PWN, seria Biblioteka Współczesnych Filozofów, ISBN 978-83-01-14878-2 (Strukturwandel der Öffentlichkeit 1962)
- Teoria działania komunikacyjnego, tom I: Racjonalność działania a racjonalność społeczna tł. Andrzej Maciej Kaniowski, przekład przejrzał Marek J. Siemek, Warszawa 1999, Wydawnictwo Naukowe PWN, seria Biblioteka Współczesnych Filozofów, ISBN 83-01-12946-8, ISBN 83-01-13087-3 (Theorie des kommunikativen Handelns 1981)
- Teoria działania komunikacyjnego tom II: Przyczynek do krytyki rozumu funkcjonalnego, Warszawa 2002, s. 749, seria Biblioteka Współczesnych Filozofów, ISBN 83-01-13958-7 (Theorie des kommunikativen Handelns 1981)
- Filozoficzny dyskurs nowoczesności, przekł. Małgorzata Łukasiewicz, Kraków 2000, Wyd. Universitas, ISBN 83-7052-682-9 (Philosophische Diskurs der Moderne 1988)
- Faktyczność i obowiązywanie: teoria dyskursu wobec zagadnień prawa i demokratycznego państwa prawnego, tł. Adam Romaniuk, Robert Marszałek, Warszawa 2005, Wydawnictwo Naukowe „Scholar”, ISBN 83-7383-168-1 (Faktizität und Geltung: Beiträge zur Diskurstheorie des Rechts und des demokratischen Rechtsstaats 1992)
- Uwzględniając Innego. Studia do teorii politycznej, tł. Romaniuk Adam, Warszawa 2009, Wydawnictwo Naukowe PWN, s. 340, ISBN 978-83-01-15613-8 (Die Einbeziehung des Anderen. Studien zur politischen Theorie 1996)
- Od wrażenia zmysłowego do symbolicznego wyrazu, tł. Krystyna Krzemieniowa, 2004, Wyd. Oficyna Naukowa, seria Terminus, ISBN 83-88164-81-3 (Vom sinnlichen Eindruck zum symbolischen Ausdruck 1997)
- Przyszłość natury ludzkiej: czy zmiraierzamy do eugeniki liberalnej?, przeł. Małgorzata, Łukasiewicz, Warszawa 2003, Wyd. Scholar, ISBN 83-7383-054-5 (Die Zukunft der menschlichen Natur. Auf dem Weg zu einer liberalen Eugenik? 2001)
- Działanie komunikacyjne i detranscendentalizacja rozumu 2004, Wyd. Oficyna Naukowa, seria Terminus, ISBN 83-88164-80-5 (Kommunikatives Handeln und detranszendentalisierte Vernunft 2001)
- Obywatelstwo a tożsamość narodowa: rozważania nad przyszłością Europy, przekł. Barbara Markiewicz, Warszawa 1993, Wyd. IFiS PAN, ISBN 83-85194-78-9.
- Teoria i praktyka: wybór pism, wybrał, oprac. i posłowiem opatrzył Zdzisław Krasnodębski; wstępem poprzedził Stanisław Rainko, tł. Małgorzata Łukasiewicz, Zdzisław Krasnodębski, Warszawa 1983, Państ. Instytut Wydawniczy, s. 557, ISBN 83-06-00916-9.
- Stan filozofii współczesnej, wraz z Richardem Rortym i Leszkiem Kołakowskim, tł. Józef Niżnik, Warszawa 1996, Wyd. IFiS PAN, s. 212
- Filozofia w czasach terroru: rozmowy z Jürgenem Habermasem i Jakiem Derridą, przeprowadziła i koment. opatrzyła Giovanna Borradori, przeł. Andrzej Karalus, Marcin Kilanowski, Bartosz Orlewski, red. i wstęp do wyd. pol. Andrzej Szahaj, Warszawa 2008, Wydawnictwa Akademickie i Profesjonalne, ISBN 978-83-60501-62-7 (Philosophy in a time of terror: dialogues with Jürgen Habermas and Jacques Derrida)
- Między naturalizmem a religią, tł. Marcin Pańków, 2012, Wyd. PWN, ISBN 978-83-01-17275-6 (Zwischen Naturalismus und Religion. Philosophische Aufsätze. 2005)
- Rzecz o kondycji i ustroju Europy, tł. Andrzej Maciej Kaniowski, 2014, Wyd. Wydawnictwo Uniwersytetu Łódzkiego, ISBN 978-83-7969-732-8.